# تایشی، هیوگو
تایشی، هیوگو (به لاتین: Taishi, Hyōgo) یک منطقهٔ مسکونی در ژاپن است که در استان هیوگو واقع شده‌است. تایشی ۳۴٬۰۸۸ نفر جمعیت دارد.